# Prosoplus celebianus
Prosoplus celebianus är en skalbaggsart som beskrevs av Stefan von Breuning 1971. Prosoplus celebianus ingår i släktet Prosoplus och familjen långhorningar.
Artens utbredningsområde är Sulawesi. Inga underarter finns listade i Catalogue of Life.